# غوردون بيسون
غوردون بيسون (بالإنجليزية: Gordon Bisson)‏ هو قاضي نيوزيلندي، ولد في 23 نوفمبر 1918 في نيبيار في نيوزيلندا، وتوفي في 14 نوفمبر 2010.